# Копець (Велюнський повіт)
Копець (пол. Kopiec) — село в Польщі, у гміні Острувек Велюнського повіту Лодзинського воєводства.
У 1975-1998 роках село належало до Серадзького воєводства.